# Sögen-Insel
Die Sögen-Insel (französisch Île Sögen) ist eine kleine Insel im Wilhelm-Archipel westlich der Antarktischen Halbinsel. Sie bildet die Ostseite der Français Cove am südwestlichen Ausläufer des Port Charcot im nördlichen Teil der Booth-Insel.
Teilnehmer der Vierten Französischen Antarktisexpedition (1903–1905) unter der Leitung des Polarforschers Jean-Baptiste Charcot kartierten sie. Charcot benannte sie nach einem seiner Schlittenhunde, der hier gestorben war und begraben ist.